# Телевизијски програм
Телевизијски програм (скраћено: ТВ програм) је било који садржај емитован путем сателитске или кабловске телевизије, или интернета, и који се углавном гледа путем телевизора, укључујући вести, рекламе или трејлере који су углавном емитовани између програма. Телевизијске емисије су најчешће заказане пре времена и појављују се на електронским водичима или другим телевизијским списковима.

## Историја
Прве телевизијске емисије су биле експерименталне, спорадичне емисије које су се могле гледати само у веома кратком домету од торња за емитовање почевши од 1930-их. Телевизијски догађаји као што су Летње олимпијске игре 1936. у Немачкој, крунисање краља Џорџа VI 1937. у Великој Британији и чувени увод Дејвида Сарнофа на Светском сајму у Њујорку 1939. у САД подстакли су раст медија, али је Други светски рат зауставио развој до после рата. Светска серија из 1947. инспирисала је многе Американце да купе свој први телевизор, а затим је 1948. популарна радио емисија Texaco Star Theater се успоставила и постала прва недељна телевизијска естрадна емисија, доневши водитељу Милтону Берлу име „Мр Телевизија“ и демонстрирајући да је медиј био стабилан, модеран облик забаве који је могао привући оглашиваче. Први национални телевизијски пренос уживо у САД одржан је 4. септембра 1951. године, када је говор председника Харија Трумана на Конференцији јапанског мировног споразума у Сан Франциску пренет преко AT&T-овог трансконтиненталног кабловског и микроталасног радио-релејног система на станице за емитовање на локалним тржиштима.

## Формати и жанрови
Телевизијске емисије су разноврсније од већине других облика медија због широког спектра формата и жанрова који се могу представити. Емисија може бити фикциона (као у комедијама и драмама) или нефиктивна (као у документарцима, вестима и ријалити телевизији). Може бити актуелна (као у случају локалних вести и филмова направљених за телевизију), или историјска (као у случају многих документарних филмова и играних серија). Оне могу бити првенствено поучне или едукативне, или забавне, као што је случај у комедији ситуација и играма.
Драмски програм обично садржи скуп глумаца који играју ликове у историјском или савременом окружењу. Програм прати њихове животе и авантуре. Пре 1980-их, емисије (осим серијала типа сапуница) су обично остајале статичне без лукова приче, а главни ликови и премиса су се мало мењали. Ако се током епизоде догоди нека промена у животима ликова, обично се то поништи до краја. Због тога су епизоде могле да се емитују било којим редоследом. Од 1980-их, многе серије карактеришу прогресивне промене у заплету, ликовима или обоје. На пример, Hill Street Blues и St. Elsewhere су биле две прве америчке драмске телевизијске серије у ударном термину које су имале овакву драматичну структуру, док каснија серија Babylon 5 додатно илуструје такву структуру јер је имала унапред одређену причу која се одвија током предвиђених пет сезона.
Године 2012, објављено је да телевизија прераста у већу компоненту прихода великих медијских компанија од филма. Неки су приметили и повећање квалитета неких телевизијских програма. Године 2012, Оскаром награђен филмски редитељ Стивен Содерберг, коментаришући двосмисленост и сложеност карактера и нарације, изјавио је: „Мислим да се ти квалитети сада виде на телевизији и да људи који желе да виде приче које имају такве квалитете гледајући телевизију."

## Продукција
Када особа или компанија одлуче да креирају нови садржај за телевизијско емитовање, они развијају елементе емисије, који се састоје од концепта, ликова, екипе и глумачке екипе. Затим га често „предају“ разним мрежама у покушају да пронађу неког довољно заинтересованог да наручи прототип прве епизоде серије, познат као пилот. Ерик Колеман, извршни директор за анимацију у Дизнију, рекао је интервјуеру: „Једно погрешно схватање је да је веома тешко ући и представити своју емисију, док је истина да руководиоци развоја у мрежама веома желе да чују идеје. Они свесрдно настоје да огласе које врсте емисија траже."
Да би се направио пилот, структура и тим целе серије морају бити састављени. Ако публика добро реагује на пилот, мрежа ће преузети шоу да се емитује следеће сезоне (обично јесени). Понекад га чувају за средину сезоне или захтевају прераду и додатни преглед (познато у индустрији као развојни пакао). У другим случајевима, они у потпуности одбију предлог, приморавајући креатора емисије да је „нуди” серију на другим мрежама. Многе предлози никада не прођу кроз пилот фазу.

## Сезоне/серије

### Северноамеричка употреба
На северноамеричкој телевизији, серија је повезани скуп епизода телевизијског програма које се приказују под истим насловом, а можда се протежу кроз многе сезоне. Од касних 1960-их, овај програмски распоред обично укључује између 20 и 26 епизода. Пре тога, редовна телевизијска сезона је у просеку имала најмање 30 епизода, а неке ТВ серије су могле имати чак 39 епизода у сезони.
Све до 1980-их, већина нових програма за америчке емитерске мреже дебитовала је у „јесењој сезони“, која је трајала од септембра до марта и номинално је садржала од 24 до 26 епизода. Ове епизоде су поново емитоване током пролећне (или летње) сезоне, од априла до августа. Због кабловске телевизије и Нилсенових акција, „јесења” сезона сада се обично протеже до маја. Дакле, „пуна сезона“ на мрежи за емитовање сада обично траје од септембра до маја и има најмање 22 епизоде.
Цела сезона се понекад дели на две одвојене целине са паузом око краја календарске године, као што је прва сезона серије Џерико на CBS-у. Када дође до овог раздвајања, друга половина епизода се понекад назива словом Б као у „Последњих девет епизода (The Sopranos) ће бити део онога што се зове или „Сезона 6, део 2“ или „Сезона 6Б“, или у „Futurama дели своје сезоне слично као што то ради South Park, радећи пола сезоне, тако да је ово сезона 6Б за њих.“ Од 1990-их, ове краће сезоне такође имају и краће сезоне које се називају „.5“ или полусезоне, где се серијал између септембра и децембра назива „Сезона X“, а друга серија између јануара и маја „Сезона X.5“. Примери овога укључују 2004. инкарнацију Battlestar Galactica, ABC-јев FlashForward и ABC Family серију Make It or Break It.
Најмање од 2000-их, нове телевизијске серије се често наручују (финансирају) за само првих 10 до 13 епизода, како би се проценило интересовање публике. Ако је серија популарна, мрежа поставља „задњих девет наруџбину“ и сезона се завршава на редовних 20 до 26 епизода. Међутим, етаблирана серија која је већ популарна обично ће одмах добити наруџбину за целу сезону на почетку сезоне. Замена средином сезоне се врши мање скупом краткорочном серијом од 10 до 13 епизода дизајнираном да замени оригиналну серију која није успела да привуче публику и није прихваћена. „Финале серије“ је последња емисија серије пре него што се шоу више неће производити. (У УК то значи крај сезоне, што је у Сједињеним Државама познато као „финале сезоне“). Стриминг услуге се завршавају до следећег квартала како би се потрошачи подстакли да обнове најмање још једно тромесечје.